# 19587 Keremane
19587 Keremane (1999 NG11) là một tiểu hành tinh vành đai chính được phát hiện ngày 13 tháng 7 năm 1999 bởi Nhóm nghiên cứu tiểu hành tinh gần Trái Đất phòng thí nghiệm Lincoln ở Socorro.